# Alcantarai Szent Péter-templom (Budapest)
A budapesti Alcantarai Szent Péter-templom, gyakran csak belvárosi ferences templom, ferenc(rend)iek temploma a pesti belvárosban, a Ferenciek terén található. Római katolikus, műemléki védettségű ferences templom. Védőszentje Alcantarai Szent Péter. Plébániatemplom, mellette ferences rendi kolostor áll.

## Története
A templomot IV. Béla király építtette a tatárjárás utáni újjáépítés során. A török hódoltság idején nem pusztult el, de az itt szolgáló szerzeteseket meggyilkolták a hódító hordák. Az üres templomba a szerzetesek és a hívek az 1690-es években tértek vissza, de csak 1743-ban szentelték fel újra a barokk stílusban elvégzett felújítást követően. Az 1838-as pesti árvíz ezt az épületet is elérte, erre emlékeztet az északi falán elhelyezett, báró Wesselényi Miklóst, az „árvízi hajóst” megörökítő domborműves emléktábla is a Kossuth Lajos utcai oldalon. A kriptájában volt Batthyány Lajos kivégzett miniszterelnök első nyughelye (1870-ig). A ferences rend az államosításkor kénytelen volt elhagyni a kolostort és a templomot, ahova csak 1990-ben térhettek vissza. A templom belső terének akusztikája és híres orgonája lehetővé teszi, hogy klasszikus zenei koncerteket tartsanak benne.

## Harangjai
A toronyban 4 harang lakik:
- Magyarok Nagyasszonya és Alcantarai Szent Péter-harang (nagyharang): 2967 kg-os, B0 alaphangú, 173,5 cm alsó átmérőjű, öntötte Szlezák László 1928-ban. Budapest 5. legnagyobb harangja, a pesti oldalon pedig a 3. legnagyobb harang.
- Assisi Szent Ferenc és Szent Klára-harang (középharang): 1693 kg-os, c1 alaphangú, 147,5 cm alsó átmérőjű, öntötte Szlezák László 1928-ban.
- Páduai Szent Antal és Árpád-házi Szent Erzsébet-harang (kisharang): 831 kg-os, e1 alaphangú, 117 cm alsó átmérőjű, öntötte Szlezák László 1928-ban.
- Szent László király- és Szent Anna-harang (lélekharang): 330 kg-os, b1 alaphangú, 86 cm alsó átmérőjű, öntötte Szlezák László 1928-ban.

## Galéria

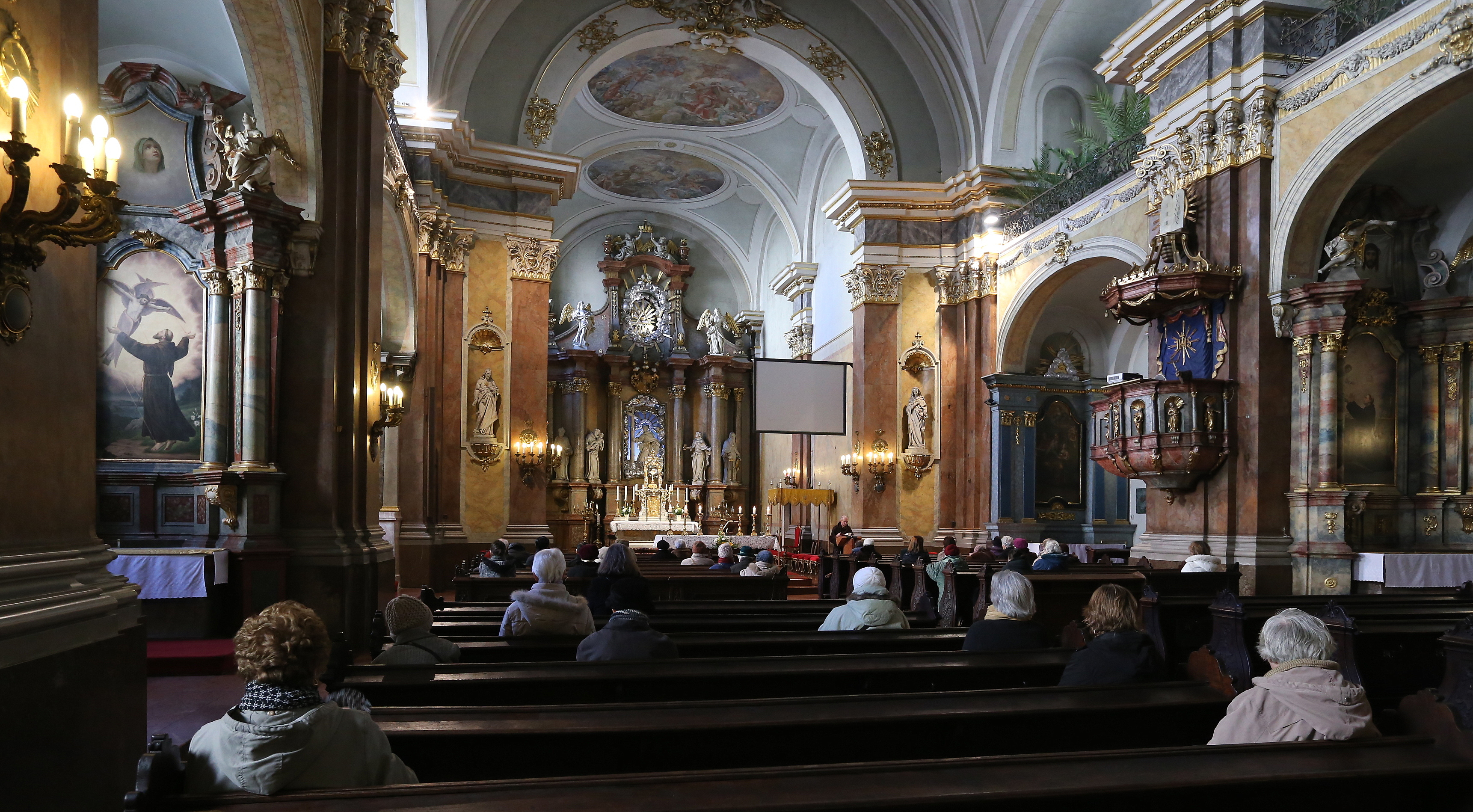
Belső tér
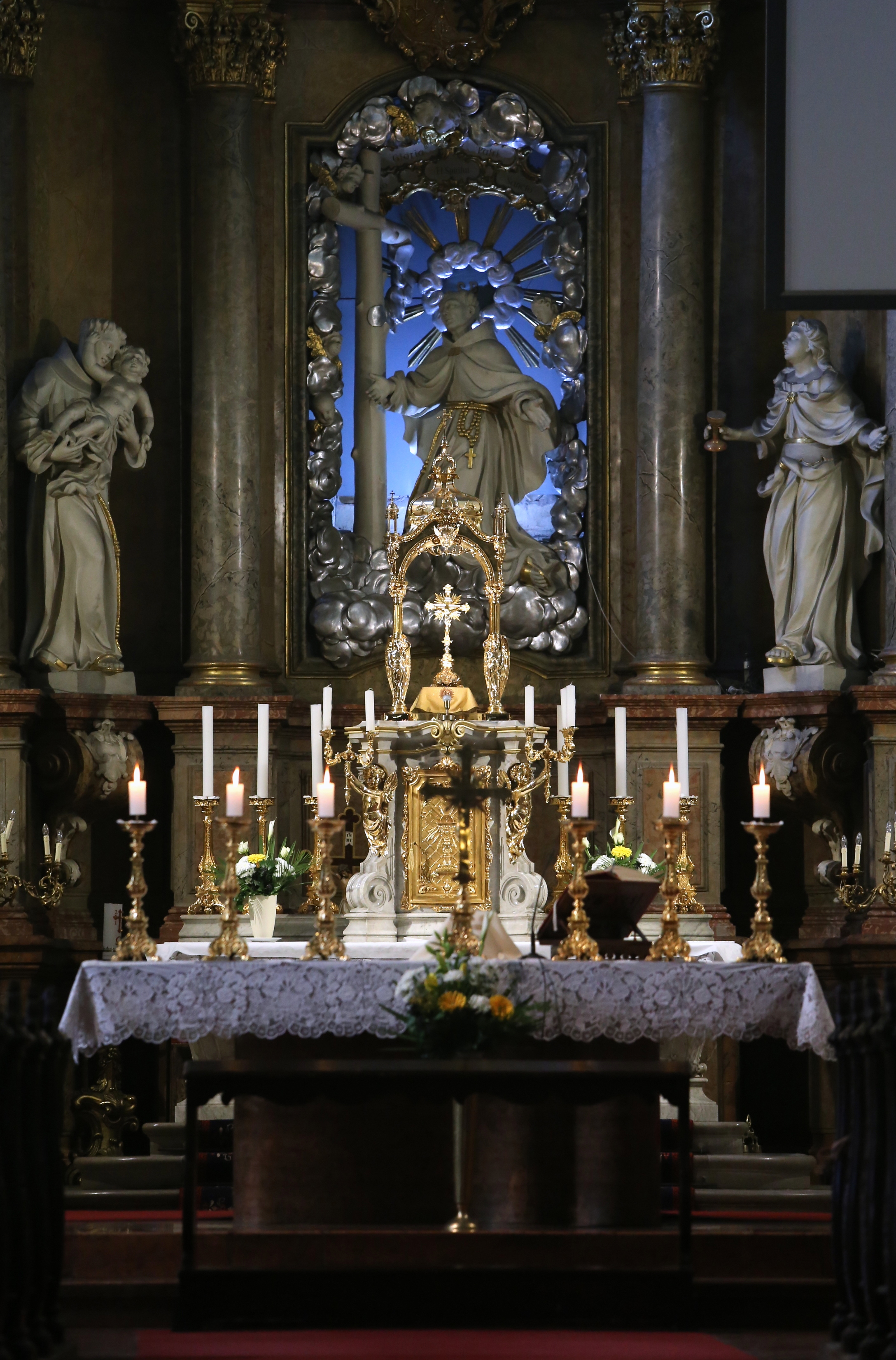
Főoltár
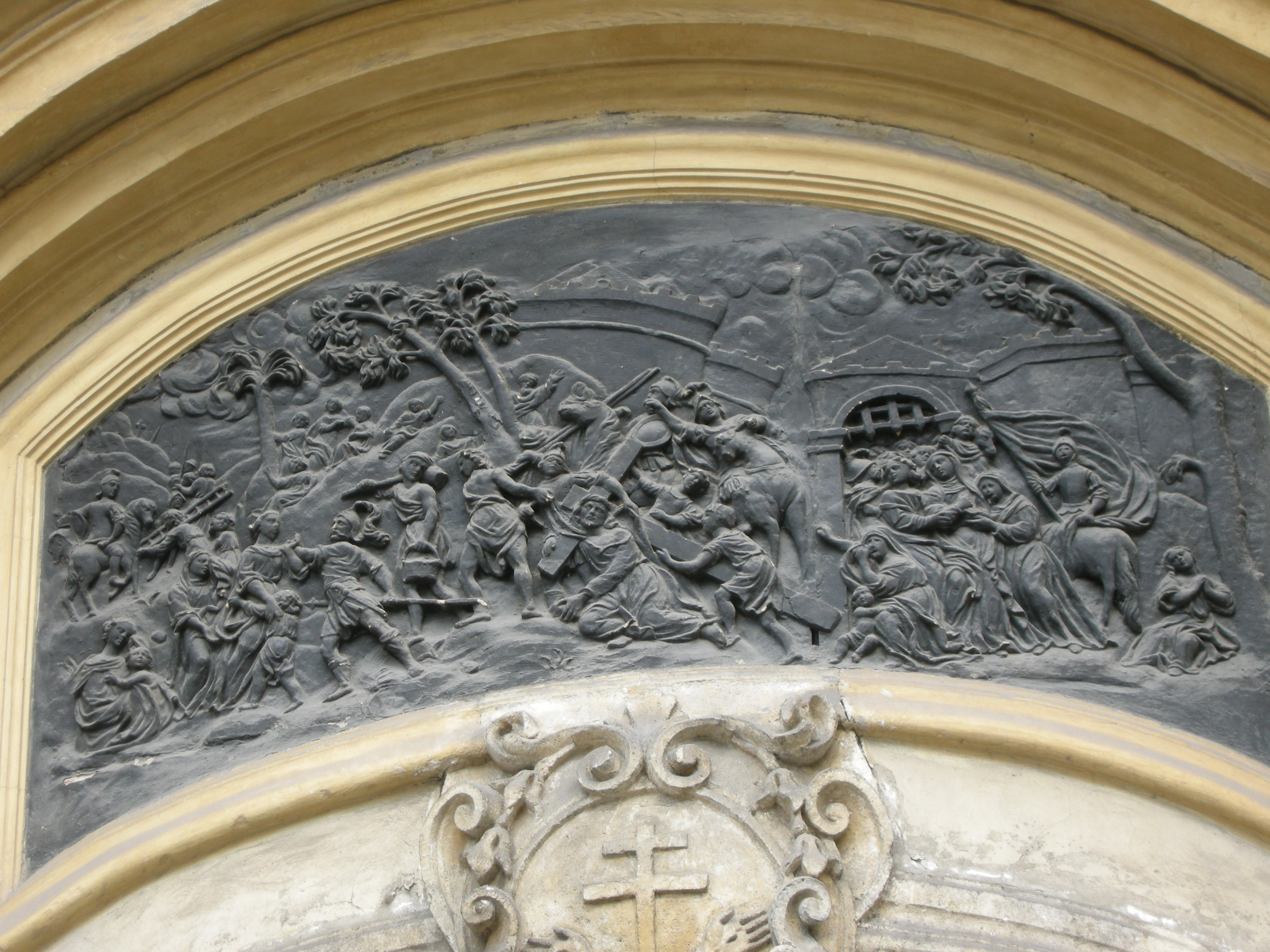
A bejárat feletti dombormű
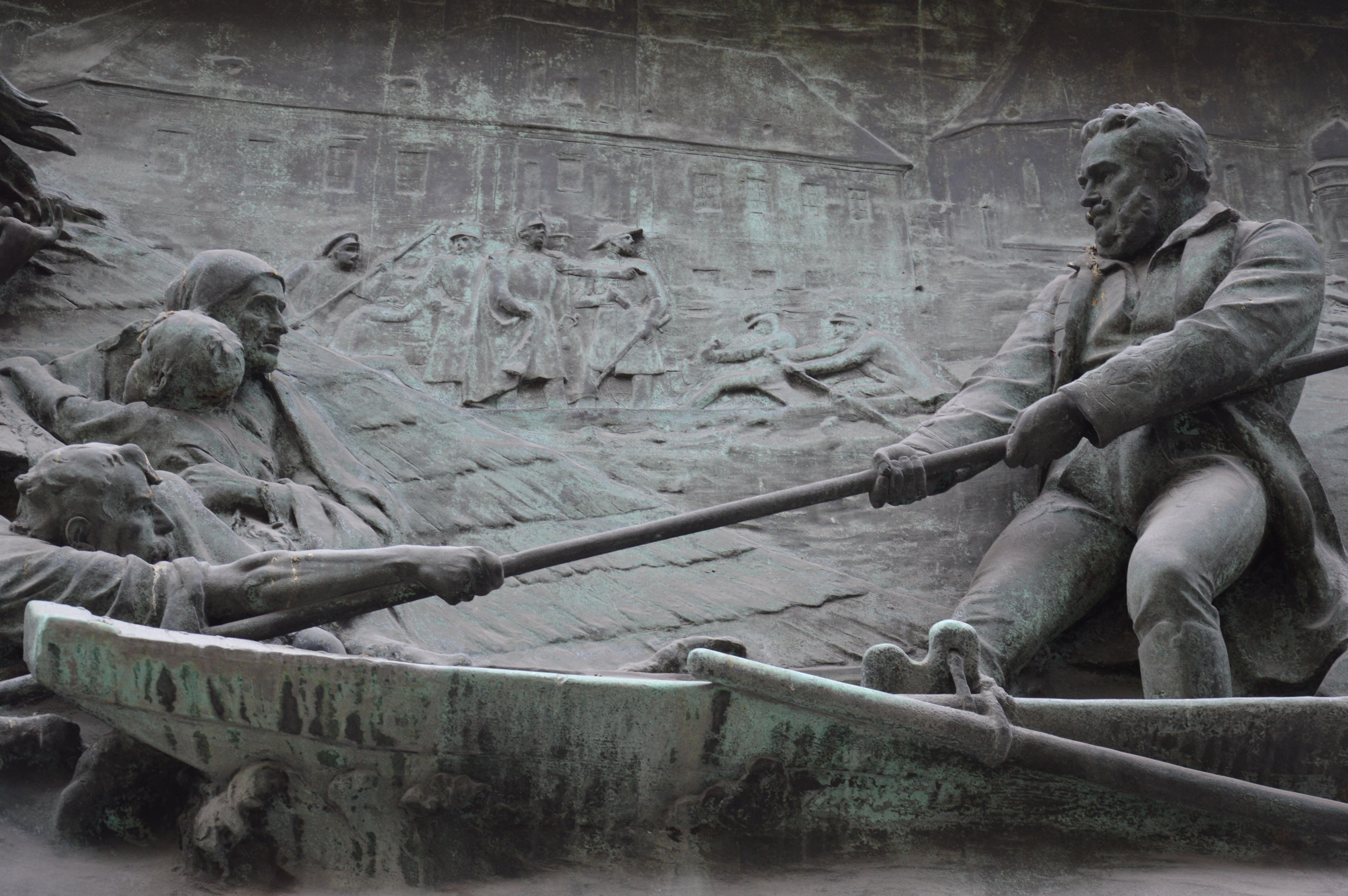
Wesselényi, „az árvízi hajós” emléktáblája